# Aluin
Aluinen zijn chemische verbindingen, dubbelzouten van sulfaten. De groep  verbindingen is genoemd naar de stof KAl(SO4)2·12H2O die al in de oudheid onder de naam aluin bekend was. Zonder nadere specificatie wordt met aluin dan ook kaliumaluminiumaluin bedoeld. De naam komt van het Middelnederlandse woord aluun dat stamt uit het Oudfranse alun dat afkomstig is van het Latijnse alūmen.

## Formule en naamgeving
In de formule van aluinen is het gebruikelijk het eenwaardige ion voorop te plaatsen, gevolgd door het driewaardige ion. De systematische naamgeving is eenduidig: de ionen worden alfabetisch gerangschikt, gevolgd door sulfaat en de aanduiding voor het aantal watermoleculen. Triviaal worden de aluinen van elkaar onderscheiden door de naam van het eenwaardige kation te laten volgen door die van het driewaardige ion. "Aluin" sluit de naam af, de watermoleculen worden niet expliciet genoemd.
| Formule           | Triviale naam       | Systematische naam                      |
| ----------------- | ------------------- | --------------------------------------- |
| KAl(SO4)2·12H2O   | aluin               | aluminiumkaliumsulfaatdodecahydraat     |
| NH4Fe(SO4)2·12H2O | ammoniumijzeraluin  | ammoniumijzer(III)sulfaatdodecahydraat  |
| NH4Cr(SO4)2·12H2O | ammoniumchroomaluin | ammoniumchroom(III)sulfaatdodecahydraat |

## Delfstof
De Romeinen kenden al aluin en gebruikten het beitsmiddel voor een betere aanhechting van de kostbare purperverfstof op de mantels van de belangrijkste senatoren. Deze aluin werd hoofdzakelijk gewonnen in bepaalde berggebieden van Klein-Azië.
In de 15e eeuw maakt een zekere Bartholomeus Perdix melding van aluinwinning op het eiland Ischia. Giovanni de Castro stichtte in 1458 een aluinzuiveringsfabriek in het Vaticaan, die de paus enkele decennia een monopolie gaf op de aluinhandel in Europa. Vanaf 1471 ondernamen de Medici de exploitatie van aluinvoorkomens nabij Volterra in Toscane.

## Toepassingen
Aluin wordt als bloedstelpend middel gebruikt door personen die zich gesneden hebben bij het scheren. Ze bindt zich namelijk aan eiwitten van de beschadigde huid, en doet deze samentrekken (adstringerende werking) waardoor de bloeding stopt.
Overige toepassingen:
- ingrediënt bij de bereiding van papier, het verlaagt de zuurgraad (pH)
- verwijderen/oplossen van coatings
- beitsmiddel bij het verven van textiel
- looien van leer
- antitranspiratiemiddel in deodorants
- aluinschilfers in schoenen tegen zweetvoeten
- ontsmetten van wonden (werd en wordt door sommigen nog steeds als aftershave gebruikt)
- biedt verlichting bij keelpijn of aften
- E522, toevoeging in ingemaakte uitjes of augurken om ze fris te houden
- verdelgen van algen in vijvers
- tuingrond verzuren om bloemen van hortensia's blauw te laten kleuren.

## Chemische structuur
De algemene structuurformule luidt: MIMIII(SO4)2 · 12 H2O. Daarbij is MI een eenwaardig metaalion, en MIII een driewaardig metaalion.
De eenwaardige ionen zijn meestal vrij groot zoals K+, Rb+, Cs+, Tl+, NH4+. De driewaardige zijn juist vrij klein bijvoorbeeld: Al3+, Ga3+, In3+, Ti3+, V3+, Cr3+, Mn3+, Fe3+, Co3+, Ir3+, Rh3+.
Hoewel aluinen meestal sulfaten zijn, zijn er ook analoge selenaten bekend.
Afhankelijk van de grootteverhouding van de beide kationen zijn er een drietal veel op elkaar gelijkende kubische kristalstructuren. De macroscopische vorm van de kristallen van aluinen is vaak een octaëder, maar ze kunnen ook als kubus kristalliseren. Aluinen zijn een gewild voorbeeld voor het groeien van kristallen, omdat het vrij eenvoudig is om grote kristallen te maken. Men probeert vaak de kubusvlakjes zo klein mogelijk te houden en daarmee een zo mooi mogelijke octaëder te groeien. Ook is het mogelijk verschillend gekleurde kristallen in elkaar te groeien door halverwege het groeiproces een andere ionencombinatie te kiezen.
Het bekendste aluin is aluminiumkaliumsulfaat, KAl(SO4)2 · 12 H2O. De molaire massa is 474,39078 gram/mol.